# 中国人民银行潜江市支行
30°25′36″N 112°53′07″E / 30.42666°N 112.88535°E
中国人民银行潜江市支行，是指中国人民银行驻湖北省潜江市的支行。

## 沿革
1950年2月，中国人民银行前潜江县支行正式开业。1983年9月，中华人民共和国国务院决定中国人民银行专门行使中央银行职能。1984年成立中国工商银行后，县级人民银行全部机构于1985年1月1日，转属工商银行，在工商银行县支行内部设置人民银行业务办公室。1986年7月1日，中国人民银行潜江县支行与中国工商银行潜江县支行机构分设，成立在潜江辖区履行中央银行职责的县级支行，内设办公室和会计国库、计划股、货币发行、稽核金管、政工5股。1988年7月，改称中国人民银行潜江市支行。2000年7月，中国人民银行潜江支行内部机构进行撤并。